# Ecatepec Fútbol Club
El Ecatepec F. C. es un equipo del  futbol mexicano, con sede en el municipio mexiquense de Ecatepec de Morelos, y que actualmente milita en la Tercera división mexicana.

## Historia (1931 - actual)
El primer club de fútbol formalmente constituido en el municipio fue fundado en el año de 1931 por campesinos, obreros y vecinos de San Cristóbal Ecatepec, quienes le denominaron Morelos, en honor a José María Morelos y Pavón, héroe de la Independencia de México. Hace más de noventa años que el balompié ecatepequense tuvo presencia por vez primera en ligas organizadas, jugando en la Interestatal, la Intermedia, la Industrial de Ecatepec, la Mexicana, la Primera División Amateur, entre otras.  A lo largo de la historia del futbol aficionado y profesional en el municipio, han existido varias franquicias, todas ellas en distintas etapas: Morelos Ecatepec, Ecatepec de Morelos, Club Deportivo Ecatepec, Rambox Ecatepec y Ecatepec Fútbol Club, entre otras.  
Con el correr del tiempo, la Fundación Social, Deportiva y Cultural de Ecatepec de Morelos,  A. C., fue legalizada como institución no lucrativa en la temporada 1981-82.  Comenzó a competir en la entonces llamada Tercera División Profesional, donde se proclamó campeón al término de la temporada 1987-88, luego de derrotar a los Loros de la Universidad de Colima con un contundente marcador global de 7-2 (4-0 en la vuelta), gracias a lo cual pudo ascender a la Segunda División A.  En esta categoría el club participó durante tres años, en los cuales consiguió su pase a la liguilla por el ascenso a la Primera División en la temporada 1989-90; a la postre, el Club León resultaría campeón.  Durante su estadía en el circuito de ascenso, el equipo tuvo en el banquillo a entrenadores con cierto nombre, como Luis Alvarado y Arturo “Gonini” Vázquez Ayala.          
Al término de la temporada 1990-91, y debido a problemas financieros, la franquicia del Club Deportivo Ecatepec sería vendida, cambiando de sede y de nombre para convertirse en los Toros de la Universidad Tecnológica de Neza, equipo que conseguiría su ascenso a Primera División al final de la temporada 1992-93.  Aquellos históricos Toros Neza jugaron el máximo circuito de 1993 al año 2000, descendiendo a Primera A y desapareciendo en el 2002.     

### Estadía en Segunda División A y venta de la franquicia (1988-1991)
El domingo 1º. de mayo de 1988 fue una fecha histórica para el balompié profesional ecatepense.  El Ecatepec ascendió a la entonces división de ascenso del futbol mexicano, después de derrotar categóricamente a la Universidad de Colima con un marcador de 4-0 (7-2 en el global).  Mauricio Segoviano anotó un triplete, mientras que el capitán, José Mercedes “Meche” Martínez, completaría la goleada.  
Por aquel entonces, el vicepresidente era Miguel Ángel Pérez; Ismael Mejía, el secretario; Mario Ortega, el encargado de las Finanzas; Mario Díaz y Margarito Ángeles, los encargados de las instalaciones y los representantes de tres generaciones a la fecha son Carlos Cervantes, Amador Valdés y José Antonio Pérez.       
La presentación del equipo ecatepense en la categoría de plata del fútbol mexicano, fue un sábado 3 de septiembre de 1988, con un empate de 1-1 ante los Tuzos del Pachuca.  El club concluyó la temporada 1988-89 ocupando la 18ª. posición de la clasificación general, por lo que tuvo que jugar una promoción para no descender.  Finalizó en el primer lugar de su grupo, superando a los Coras del Tepic, al Tapatío y a los Pioneros de Cancún, eludiendo el descenso a la Segunda División B.        
En su segundo torneo (1989-90), los ecatepenses jugaron la liguilla por el ascenso a la Primera División, ya que el conjunto mexiquense terminó en tercer lugar general.  En ese tiempo, accedían ocho equipos, divididos en dos grupos de cuatro, jugando a visita recíproca.  El pelotón del Ecatepec quedó integrado por Inter de Tijuana (a la postre, subcampeón), Cañeros de Zacatepec y Pachuca.  La escuadra ecatepense terminó en el último puesto de su grupo.  La final sería disputada por el Inter de Tijuana y los Panzas Verdes del León; el club esmeralda ascendería después de tres años en el circuito de ascenso.  
Una vez más, durante la temporada 1990-91, el Club Deportivo Ecatepec se vio en riesgo de descender a la Segunda B.  Sumado a esto, la institución empezó a tener problemas financieros, por lo que la franquicia fue vendida a la Universidad Tecnológica de Neza.  Este fue el nacimiento de los inolvidables Toros Neza, que subieron a Primera División para la campaña 1993-94.

### Desaparición y refundación (1991-2019)
Luego de la desaparición del C. D. Ecatepec, entre 1991 y el año 2018, las franquicias de los clubes Morelos Ecatepec y Rambox Ecatepec intentaron hacer figurar al municipio en el mapa de la Tercera División, deambulando en ella con muy poco éxito.  Morelos Ecatepec se mantuvo hasta el año 2017, cuando se convirtió en la Chivas SDC.    
Cabe mencionar que, el conjunto que actualmente forma parte del Grupo V en la Tercera División Profesional (Liga TDP), fue refundado en el año 2019 y que hubo un intento por inscribirlo en la malograda Liga de Balompié Mexicano en el 2020;[1] sin embargo, la pandemia de Covid-19 y el parón económico derivado de ella lo impidieron.  El Ecatepec Fútbol Club terminaría declinando su participación y afiliándose a la Federación Mexicana de Futbol a principios del 2021.[2]  Es justamente en este año, que se conmemora el 90 aniversario de la creación del primer club organizado en Ecatepec. Actualmente cuenta con equipos en las categorías Sub-13, Sub-15, Sub-17, Sub-20; uno en Categoría Libre; uno femenil.  
A partir de la temporada 2021-22, el primer equipo compite en la Tercera División del futbol mexicano.  Fue vencido 2-1 por la Academia América Leyendas en su primer encuentro en Tercera División, el viernes 24 de septiembre de 2021.  El sábado 9 de octubre obtendría su primer triunfo al derrotar con marcador de 1-0 a las fuerzas básicas del Deportivo Dongu.  
Del lunes 5 de diciembre del 2022 a mayo del 2023, el director técnico del cuadro de Tercera División fue Jesús Puga Miranda, quien debutara como futbolista profesional justamente con el cuadro del noreste del Estado de México y que cuenta con una amplia experiencia dirigiendo en Segunda y Tercera División.  El lunes 15 de mayo del 2023 fue presentado el actual timonel del club ecatepense, el profesor Luis Enrique Herrera Gutiérrez, quien también cuenta ya con cierto recorrido en Tercera División.   

## Jugadores históricos
Andrés “El Negro” González Díaz (Dorsal 6).
Carlos “Carlitos” Gómez Salazar (Dorsal 7)
Luis Alberto “El Betito” Sánchez Hernández (Dorsal 4 y 2)
Eduardo Mauricio “El Chelo”, “El Mau” Valdez García (Dorsal 14 y 4 )
Jorge “Jorjais” o “El George” Martínez Cué (Dorsal 9 y cinco títulos de goleo.)
José Armando “El Baby” Aguilar Mendoza (Dorsal 10)
Ángel “El Potro” García(Dorsal 19), elegido mejor delantero en la temporada 85-86.
Todos ellos consiguieron, al menos, un campeonato de liga regional y de barrios a nivel metropolitano.  Siempre fueron capitanes del equipo, un ejemplo para la institución y una inspiración en el deporte municipal, dejando en alto el nombre del Estado de México.  
Del Club Deportivo Ecatepec, escuadra que consiguió el ascenso y que participó tres años en la Segunda División (1988-91), podemos destacar a elementos como los porteros Alan Cruz y Martín Salcedo (ambos con el dorsal 1), Raúl Martínez (dorsal 3), Manuel de Jesús Virchis, Víctor “Pájaro” Ríos (dorsal 11) y Mauricio Segoviano (dorsal 10).  Alan Cruz jugó en Primera División con las Cobras de Ciudad Juárez, el Atlante, los Tecolotes de la UAG y Puebla, entre otros; fue campeón con el conjunto azulgrana en la temporada 1992-93 y con los de Zapopan, en la temporada 1993-94.  Martín Salcedo fue portero suplente del América.  Manuel Virchis estuvo en Toros Neza.  Víctor Ríos fue jugador del Zacatepec y Toros Neza.    
El sábado 13 de mayo del 2023 se jugó un partido a beneficio del goleador y campeón Mauricio Segoviano.  El cotejo tuvo lugar en el Campo de Guadalupe Victoria.     
En este apartado cabe mencionar a Christian “El Hobbit” Bermúdez, quien, aunque nacido en el municipio vecino de Nezahualcóyotl, ha vivido la mayor parte de su vida en Ecatepec de Morelos y formó parte del Ecatepec, antes de jugar en clubes como Atlante, América, Puebla y Jaguares de Chiapas.   
En 1997 el vecino de San Cristóbal, Manuel Ríos, debutó con los Tuzos del Pachuca.  Vistió los uniformes del Guadalajara y el América, con el que saldría campeón en el torneo de Verano 2002 y jugaría en la edición de la Copa Libertadores de América de ese mismo año.  Con el Chiverío disputó la Copa Merconorte del año 2000.  También fue futbolista del Irapuato, Querétaro y Puebla, club donde se retiró en el año 2005.         

## Colores del uniforme y camiseta conmemorativa de los 90 años de futbol en Ecatepec

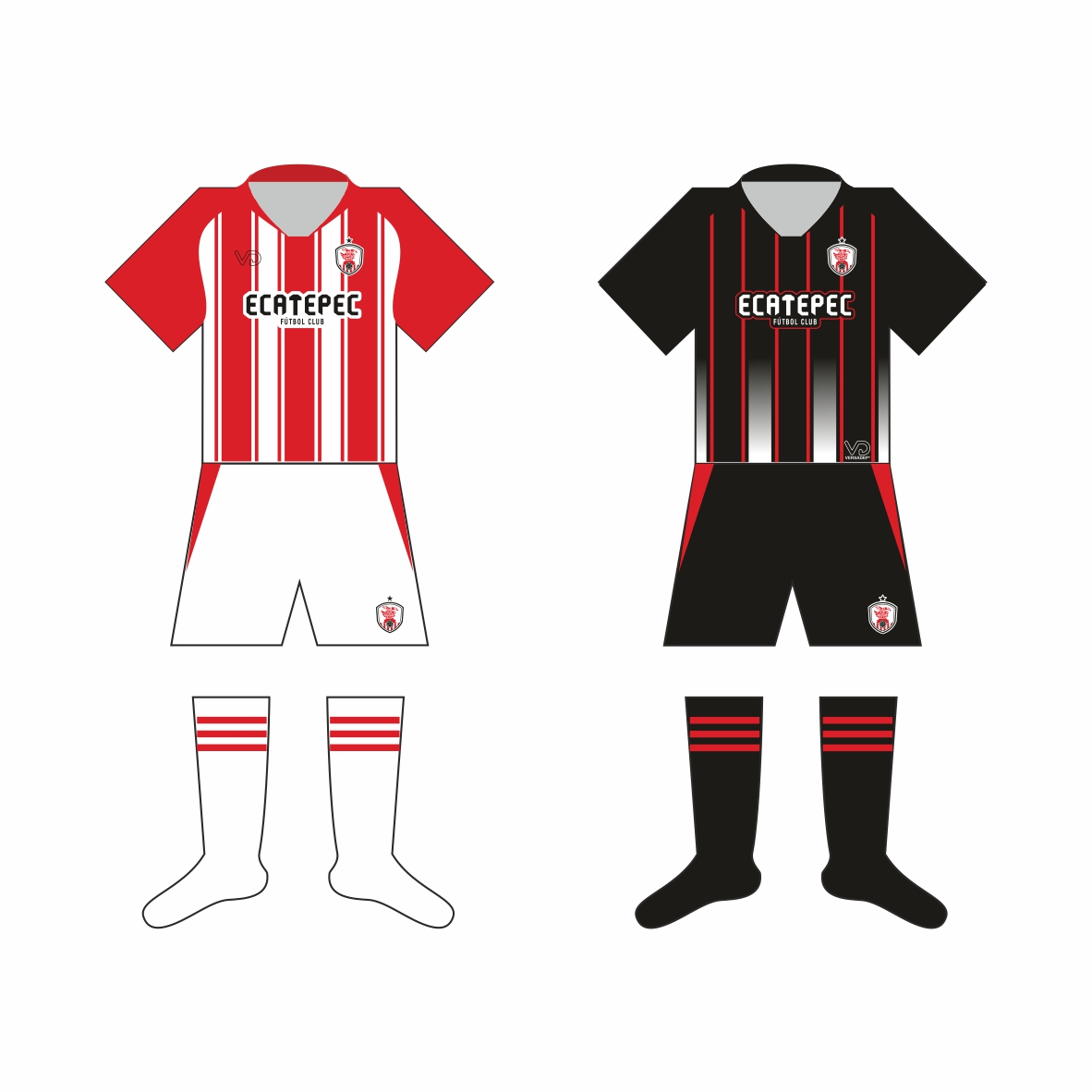
Uniformes titular y alternativo para el año futbolístico 2021-2022.

Históricamente, y desde su nacimiento, la playera del Ecatepec ha sido a rayas verticales rojas y blancas, con el pantaloncillo blanco y las medias blancas (en algunas temporadas se han alternado con el short y las calcetas en rojo).  El rojo se asocia con la fuerza y las causas sociales y al blanco, con la pureza de las piernas de sus jugadores.  
El uniforme alternativo es completamente negro y también existe una camiseta blanca.  Tanto el uniforme de local, como los de visitante, son fabricados por la marca mexicana Versatilidad Deportiva.     
Para celebrar las primeras nueve décadas de existencia del futbol ecatepense, en el 2021, la directiva del Nuevo Ecatepec decidió lanzar un jersey especial, con  una edición limitada a 1931 unidades, como alusión al año de creación del primer equipo formal.  Las nueve franjas rojas representan a cada uno de los pueblos originarios del municipio: San Andrés de la Cañada, Guadalupe Victoria, San Isidro Atlautenco (Ranchería), San Pedro Xalostoc, Santa Clara Coatitla, Santa María Tulpetlac, San Cristóbal Ecatepec, Santo Tomás Chiconautla y Santa María Chiconautla.  En la manga derecha aparece la leyenda “AÑO DE FUNDACIÓN 1931”; al frente dice “90 años”, rodeado de la frase “Conquistando la Cima”. 

## Jersey conmemorativo Ecatepec 132 años (1891-2023)
Mención aparte merece el municipio conurbado de Ecatepec como uno de los primeros escenarios en los comienzos de la práctica del balompié en nuestro país, en las décadas de 1880 y 1890, con la fundación de los primeros clubes de aficionados y la realización de algunos partidos.  
Uno de los primeros capítulos de la historia del futbol nacional se escribió en suelo ecatepense.  De acuerdo con una nota periodística tomada del diario The Two Republics (redactada en inglés), el cual estuvo en circulación en México hasta 1899, el primer juego de futbol del que se tiene registro en el territorio nacional, se celebró el domingo 1º. de noviembre de 1891, en la localidad de Ecatepec de Morelos.  Se enfrentaron los equipos San Cristóbal Swifts y Pearson’s Wanderers, con triunfo de 0-1 para el cuadro visitante.  Ambas oncenas volverían a verse las caras el jueves 19 de noviembre; se desconoce el resultado final.  Cabe mencionar que todo esto se encuentra documentado en la hemeroteca de la UNAM.
Es por este motivo que Ecatepec debe ser considerado como una de las cunas del futbol mexicano y merece un espacio en los libros de historia y un reconocimiento como tal. 
Para festejar los 132 años de este histórico suceso, la directiva del Ecatepec F. C. lanzó una camiseta conmemorativa, con una edición limitada de cien piezas.  Esta playera también pretende homenajear a la historia del municipio y a sus nueve pueblos fundadores.  

## Palmarés

### Torneos nacionales
- Tercera División de México (1 campeonato): 1987-1988
- Segunda División A: 1988-1991.

## * Estadio
Durante muchos años, la sede del club fue el Estadio Ecatepec de Morelos, nombrado en otras etapas como José María Morelos y Pavón, con capacidad para 2000 espectadores.  Se encuentra sobre la Avenida Revolución (Av. 30-30), en las afueras de San Cristóbal Ecatepec, muy cerca del DIF de Ecatepec, de la carretera Texcoco-Lechería y de la Vía José López Portillo.  Está abandonado en la actualidad, a la espera de lo que sus propietarios decidan qué hacer con él.  Cuenta con una cancha con medidas oficiales FIFA.  Para el año futbolístico 2021-22, y de manera provisional, el equipo ecatepense disputó sus encuentros como local en el Deportivo Adolfo López Mateos, de San Pedro Atzompa (Ojo de Agua, municipio de Tecámac).       
En las temporadas 2022-23, 2023-24 y 2024-25, el club ha ejercido su localía en el Deportivo Victoria, del pueblo originario de Guadalupe Victoria (estado de México).  Se tiene planeado utilizar más adelante las instalaciones del Deportivo Ejidal Emiliano Zapata, el cual se localiza muy cerca del Estadio José María Morelos.

## Temporadas
| Temporada | División           | Posición      |
| --------- | ------------------ | ------------- |
| 2014/2015 | 5.Tercera División | 11o. Grupo IV |
| 2015/2016 | 5.Tercera División | 13o. Grupo IV |
| 2016/2017 | 5.Tercera División | 12o. Grupo IV |
| 2017/2018 | 5.Tercera División | 12o. Grupo IV |